# Elsie Owusu
Elsie Owusu OBE RIBA FRSA (* 1953 in Ghana) ist eine ghanaisch-britische Architektin.

## Ausbildung und Karriere
Elsie Owusu wurde 1953 in der damaligen britischen Kronkolonie Goldküste, im heutigen Ghana, als Tochter einer Diplomatenfamilie geboren. Sie zog als Achtjährige nach England, wo sie auch den größten Teil ihres Lebens verbrachte. In London besuchte sie die Streatham and Clapham High School. 1971 brachte sie eine Tochter zur Welt. Ab 1974 studierte sie Architektur an der Architectural Association School of Architecture. Sie schloss ihr Studium 1984 ab.
1986 gründete sie ihr eigenes Architekturbüro, Elsie Owusu Architects (EOA), welches sie bis heute leitet.    Ab 2006 war sie für fast 10 Jahre Partnerin bei „Feilden+Mawson“, Sie ist Geschäftsführerin der britischen Gesellschaft JustGhana, die für sich Investitionen, nachhaltige Entwicklung und konstruktives soziales Engagement in Ghana zum Ziel gesetzt hat. Außerdem ist sie Direktorin von ArchQuestra, die das „Beste britischer Architektur, Kunst und Ingenieurskunst“ zur Stärkung aufstrebender Ökonomien einsetzen möchte.
Seit 2014 ist Owusu Vizepräsidentin der London School of Architecture.

## Gesellschaftliches und berufspolitisches Engagement
Sie war Gründungsmitglied und erste Präsidentin der  Society of Black Architects. Ihre Ernennung zur Officer of the Order of the British Empire (OBE) 2003 kommentierte sie so: „Es macht mich sehr stolz, dass ich für meine Tätigkeit als Vorsitzende der Society of Black Architects zur OBE ernannt wurde. Ich bin eine politisch aktive Architektin, das ist mein Ding. Das ist wesentlicher Bestandteil meines Architektenlebens!“
Seit 2014 ist sie gewähltes Mitglied des Councils der Royal Institute of British Architects (RIBA).
2017, anlässlich des 25. Jahrestages Todes von Stephen Lawrence, eines 19-jährigen schwarzen Physikstudenten, der nach seinem Studium Architekt werden wollte und aus rassistischen Mord zum Opfer gefallen war, gründete Owusu zusammen mit dem Stephen Lawrence Charitable Trust die „RIBA+25-Kampagne“ um Diversität auch in der Architektur zu fördern. Das britische Architects' Journal hatte 2015 festgestellt, dass dieses Berufsfeld „one of the least diverse in the UK“ sei, 94 % aller Architekten seien weiß (in der Gesamtbevölkerung 87 %) und nur 4000 der 27.000 registrierten RIBA-Mitglieder seien Frauen. Die „RIBA+25“-Initiative, die durch prominente Kollegen wie David Adjaye und Richard Rogers unterstützt wurde, erreichte, dass Owusu nicht länger das einzige nichtweiße Mitglied des RIBA-Lenkungsbeirats war, sondern dass diese Zahl auf 12 anstieg. 2015 wurde sie bei der RIBA zuständig für Inklusion und Diversität.
Ihre Kandidatur für die Präsidentschaft von RIBA 2018 war nicht erfolgreich, wurde aber von vielen namhaften Architekten unterstützt, darunter  Sir Sir David Adjaye OBE und Owen Luder CBE, und Prominenten wie Doreen Lawrence, der Mutter von Stephen Lawrence und Mitglied des House of Lords. In ihrer Bewerbung thematisierte Owusu pointiert institutionalisierten Rassismus und Sexismus in der Architekturbranche.
Sie war Vorstandsmitglied beim Arts Council England, dem National Trust of England und dem UK Supreme Court Arts Trust, außerdem Kuratorin bei der Architectural Association.

## Projekte
- 2008 wurden ihre Entwürfe zur Renovierung der Green Park Station der London Underground angenommen, 2016 wurde das Projekt unter ihrer Bauleitung fertiggestellt.[8][6]
- 2009 war Elsie Owusu führend an der Renovierung der Middlesex Guildhall beteiligt, in der der  britische Supreme Court tagt.[7]
- Seit 2000 arbeitete sie als Architektin regelmäßig im Bereich Denkmalpflege an Sanierungsprojekten in der ghanaischen Hauptstadt Accra.[13][6]
- Die EOA konstruierte 2012 zusammen mit dem Künstler Peter Blake ein Niedrigenergiehaus in 60 Aden Grove, London, das innerhalb von drei Tagen errichtet werden konnte.[20]
- 2014  wurde Owusu in Zusammenarbeit mit Fielden+Mawson mit der Neugestaltung des Lammas Centre, einer großen psychiatrischen Therapie-Einrichtung im Westlondoner Stadtbezirk Ealing, beauftragt.[21]
- Owusu und EOA arbeiteten 2018 in Kooperation mit Symbiotica and NS Design Consultants auf dem Grundstück des britisch-nigerianischen Künstlers Yinka Shonibare.[22]

## Auszeichnungen
- 2003 Ernennung zur Officer of the Order of the British Empire (OBE) durch Königin Elisabeth II.[1]

- 2007 Wahl zur Fellow der Royal Society of Arts[23]

- 2014 Auszeichnung als African Business Woman of the Year.[24][25]

- 2017 Verleihung des Recognition Award durch Women4Africa[26]

## Quellnachweise
1. 1 2 3  Caroline Davies, "Riba investigates architect's allegations of institutional racism", The Guardian, 3. Dezember 2015.
2. ↑  "RIBA Role Model: Elsie Owusu", RIBA, Architecture.com, 1. Juni 2015.
3. ↑  Richard Waite, "Elsie Owusu leaves Feilden + Mawson", Architects' Journal, 25. Oktober 2015.
4. ↑  "About" (Memento des Originals vom 17. März 2022 im Internet Archive)  Info: Der Archivlink wurde automatisch eingesetzt und noch nicht geprüft. Bitte prüfe Original- und Archivlink gemäß Anleitung und entferne dann diesen Hinweis., Elsie Owusu Architects.
5. 1 2 3  Kelly L. Beamon, "Interview with RIBA President Candidate Elsie Owusu", Architectural Record, 3. Juli 2018.
6. 1 2 3 4 5  "Elsie Owusu, Vice-Chair of the Trustee Board" (Memento vom 25. Oktober 2017 im Internet Archive), The London School of Architecture.
7. 1 2  Adam Lusher: Riba run like a racist ‘boy’s club’, says leading female architect. In: The Independent. 2. Dezember 2015, abgerufen am 22. Januar 2016 (britisches Englisch).
8. 1 2  Elsie Owusu OBE. Royal Institute of British Architects, archiviert vom Original am 29. Januar 2016; abgerufen am 28. Februar 2019 (britisches Englisch).
9. ↑  Elsie Owusu. In: Architects' Journal. 12. Januar 2012, abgerufen am 22. Januar 2016 (britisches Englisch).
10. ↑  "Championing diversity in the architecture profession" (Memento vom 21. August 2017 im Internet Archive), Stephen Lawrence Charitable Trust.
11. ↑  https://de.statista.com/statistik/daten/studie/167333/umfrage/ethnien-in-grossbritannien/
12. 1 2  Jonathan Morrison, "Threats sent to architect Elsie Owusu after she said Riba was racist", The Times, 17. April 2018.
13. 1 2  Nana Ocran, "Regenerating Accra's forgotten areas", Design Indaba, 25. Juni 2015.
14. ↑  "RIBA Role Models", RIBA, Architecture.com, 30. August 2017.
15. ↑  https://www.architecture.com/knowledge-and-resources/knowledge-landing-page/alan-jones-elected-riba-president-2019-21
16. ↑  Richard Waite, "Owusu and Jones throw hats into ring to be next RIBA president", Architects' Journal, 13. April 2018.
17. ↑  "Candidate for the RIBA Presidency: Elsie Owusu OBE", RIBA.
18. ↑  Alannah Francis, "Architect Elsie Owusu Could Be RIBA’s First Black President" (Seite nicht mehr abrufbar, festgestellt im Dezember 2024. Suche in Webarchiven)  Info: Der Link wurde automatisch als defekt markiert. Bitte prüfe den Link gemäß Anleitung und entferne dann diesen Hinweis., The Voice, 18. April 2018.
19. ↑  Anja Popp, "Leading architect says institutional racism has not gone away", Channel 4 News, 22. April 2018.
20. ↑  Sahiba Chadha: Elsie Owusu collaborates with Sir Peter Blake on low energy house in Hackney. In: Architects Journal. Abgerufen am 6. Dezember 2018 (englisch).
21. ↑  Elizabeth Hopkirk2014-03-26T09:20:00+00:00: Feilden & Mawson wins planning for west London revamp. In: Building. Abgerufen am 6. Dezember 2018 (englisch).
22. ↑  Elsie Owusu Architects – House for Yinka Shonibare MBE RA. In: www.owusu.uk. Archiviert vom Original am 15. März 2022; abgerufen am 6. Dezember 2018 (britisches Englisch).  Info: Der Archivlink wurde automatisch eingesetzt und noch nicht geprüft. Bitte prüfe Original- und Archivlink gemäß Anleitung und entferne dann diesen Hinweis.
23. ↑  "Ghana at Fifty: Leaders on the UK Arts scene" (Memento vom 21. Januar 2014 im Webarchiv archive.today), Africa Beyond – Celebrating African Arts in the UK, BBC, 21. Mai 2007.
24. ↑  "Award Winners 2014" (Memento vom 19. Juli 2018 im Internet Archive), African Enterprise Awards.
25. ↑  Steve Onions, "Africa’s Business Woman of the Year, Elsie Owusu offers advice for architects hoping to break into the region" (Memento des Originals vom 25. Oktober 2017 im Internet Archive)  Info: Der Archivlink wurde automatisch eingesetzt und noch nicht geprüft. Bitte prüfe Original- und Archivlink gemäß Anleitung und entferne dann diesen Hinweis., Building Construction Design, 8. Dezember 2014.
26. ↑  admin: ‘Elsie Owusu OBE’ set to receive Recognition Award at Women4Africa 2017 – Women4Africa Blog. Archiviert vom Original am 28. März 2019; abgerufen am 6. Dezember 2018 (britisches Englisch).  Info: Der Archivlink wurde automatisch eingesetzt und noch nicht geprüft. Bitte prüfe Original- und Archivlink gemäß Anleitung und entferne dann diesen Hinweis.

| Personendaten    | Personendaten                   |
| ---------------- | ------------------------------- |
| NAME             | Owusu, Elsie                    |
| KURZBESCHREIBUNG | ghanaisch-britische Architektin |
| GEBURTSDATUM     | 1953                            |
| GEBURTSORT       | Ghana                           |